# Колонизация Цереры

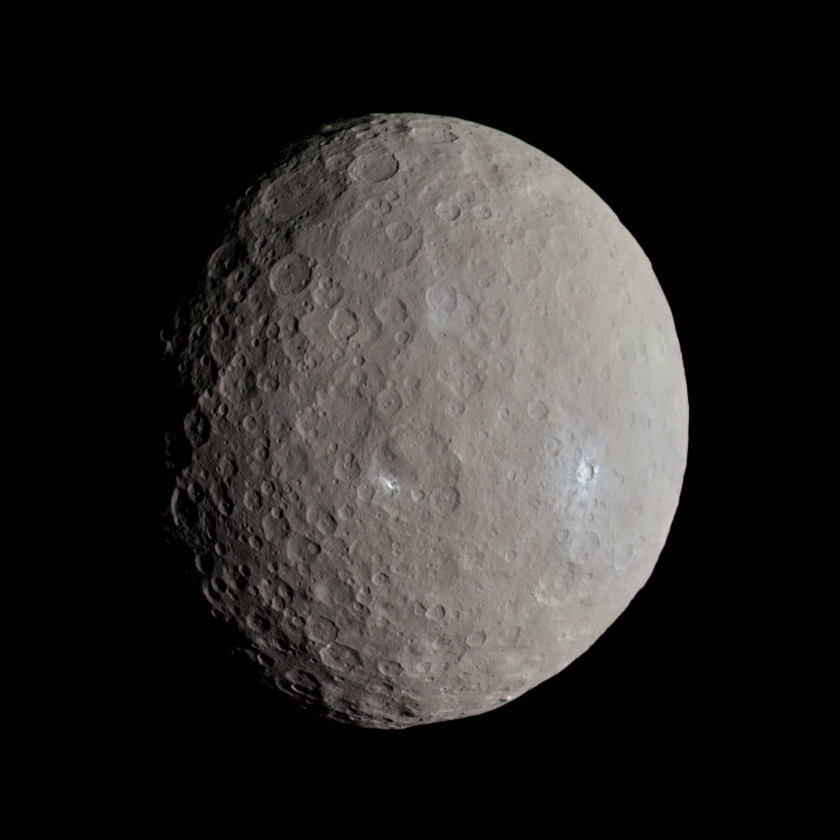
Снимок Цереры в натуральном цвете, сделанный АМС Dawn 4 мая 2015 года.

Колонизация Цереры — один из потенциально возможных проектов колонизации космоса.

## Физические данные
Церера — карликовая планета, находящаяся между Марсом и Юпитером. Её орбита находится в Главном поясе астероидов.
Диаметр Цереры — около 950 км. Площадь примерно равна 3 млн км² (около 1,9% суши Земли, примерно равна площади Аргентины). Период обращения вокруг Солнца — 4,6 года. Ускорение свободного падения на экваторе 0,028 g. Средняя температура поверхности составляет 167 K (−106 °C), в перигелии она может достигать 240 K (−33 °C).

## Оценки перспектив использования Цереры для колонизации
Как отмечает научный сотрудник NASA Эл Глобус, орбитальные поселения имеют гораздо более высокий потенциал для колонизации по сравнению с поверхностями планет и их спутников: Луна и Марс имеют совокупную площадь поверхности, примерно равную лишь трети поверхности Земли. Если материал карликовой планеты Цереры будет использован для создания орбитальных космических колоний, то их общая жилая площадь будет превышать площадь поверхности Земли приблизительно в 150 раз. Так как большую часть земной поверхности занимает мировой океан или малонаселённые территории (пустыни, горы, леса), поселения, созданные из материала одной только Цереры, могут обеспечить комфортабельное жильё для более чем триллиона людей. По итогам конкурса на лучший проект космического поселения, проводившегося NASA в 2004 году, проект космической станции на орбите Цереры, рассчитанной на одновременное нахождение там 10—12 человек (автор проекта: Альмут Хоффман, Германия) был среди проектов, занявших первое место.
По оценкам астрономов, Церера на 25 процентов состоит из воды, и может иметь запасы воды превышающие по своему объёму все запасы пресной воды на Земле. Воды Цереры, в отличие от Земли, как полагают астрономы, в виде льда находятся в её мантии.

По предварительным данным, Церера имеет большие запасы воды, находящиеся в слое льда толщиной в 56 миль (90 километров), которые могут быть вполне доступны для космического поселения или приземлившегося космического аппарата,
 — заявил научный руководитель программы «Рассвет» Кристофер Рассел. Как отметил профессор Джон Льюис, найти металлические компоненты для создания поселения в поясе астероидов — не является проблемой, ключевыми ингредиентами для создания постоянного поселения являются углерод, водород, кислород и азот. На Церере, судя по всему, присутствует высокое содержание азота, наличие которого очень важно для создания поселения, — важнее чем наличие кислорода.

## Значение Цереры в контексте космической колонизации
Церера находится между планетами земной группы (Меркурий, Венера, Земля и её спутник Луна, Марс), потенциально поддающимися терраформированию (особенно, Венера и Марс), то есть заселению людьми, и газовыми гигантами (Юпитер, Сатурн, Уран и Нептун) с их крупными спутниками (Галилеевы спутники, Титан, Тритон). Газовые гиганты рассматриваются как источники энергетического сырья, а их спутники — как базы для освоения этих планет-гигантов.
Находясь между планетами земной группы и планетами-гигантами, Церера может представлять собой естественную базу для межпланетных путешествий. Благодаря низкой гравитации, транспортировка грузов с Цереры очень энергоэффективна. Находясь в поясе астероидов, Церера может стать базой для освоения астероидов — добычи на них минерального сырья (см. Колонизация астероидов).
Наблюдения показывают, что Церера содержит большое количество водяного льда — 1/10 от общего количества воды в океанах Земли. По некоторым подсчётам, Церера содержит около 200 млн км³ воды (в виде льда). Такие колоссальные запасы воды могут быть в будущем использованы для добычи кислорода для обеспечения колоний воздухом и водорода для ракетного топлива и энергообеспечения колоний. Кроме того, Церера, как и другие астероиды, перспективна также и для добычи с неё рудных полезных ископаемых.
Созданию постоянного поселения на Церере, вероятно, будет предшествовать колонизация Луны или Марса. Более оптимальной, с точки зрения энергозатрат, будет запуск кораблей на Цереру с Луны или Марса, чем с Земли. Как показывают расчёты, проведённые Робертом Зубриным, запуск на Цереру условного корабля с Марса или Луны будет более энергоэкономным, чем даже полёт с Земли на Луну.

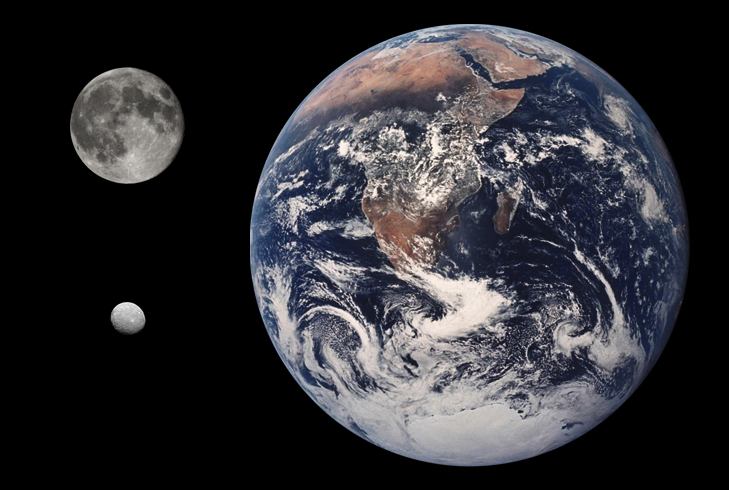
Сравнение Цереры с Луной и Землёй

## Проблемы освоения Цереры
Однако имеются существенные трудности, связанные с колонизацией Цереры:
- Нахождение в поясе астероидов увеличивает для космической базы и космических кораблей опасность повреждения;
- Церера не имеет магнитного поля, что отрицательно скажется на здоровье человека.[источник не указан 3301 день]
- В силу своей малой гравитации Церера не имеет плотной атмосферы;
- Относительно мало солнечного света.